# Hippopleurifera pulchra
Hippopleurifera pulchra är en mossdjursart som först beskrevs av Manzoni 1870.  Hippopleurifera pulchra ingår i släktet Hippopleurifera och familjen Romancheinidae. Inga underarter finns listade i Catalogue of Life.